# August Heinrich Matthiä
August Heinrich Matthiä est un érudit et philologue allemand, né à Gœttingue le 25 décembre 1769, mort à Altenbourg le 6 janvier 1835. 
Après avoir donné des leçons particulières, il est professeur de littérature grecque et latine à Weimar, puis directeur du gymnase d'Altenbourg.

## Œuvres
On lui doit, entre autres ouvrages estimés :
- Essais sur la différence des caractères nationaux (Leipzig, 1802) ;
- Miscellanea philologica (Iéna, 1803-1804, 2 vol.) ;
- Grammaire grecque complète (Leipzig, 1307, 2 vol. in-8°), excellent ouvrage, traduit en français par Longueville (Paris, 1831 1836, 3 vol. in-8°) ;
- Éléments de la littérature grecque et romaine (Iéna, 1815) ;
- Œuvres mêlées en latin et en allemand (1833), etc.,

et plusieurs bonnes éditions.

## Source
« August Heinrich Matthiä », dans Pierre Larousse, Grand dictionnaire universel du XIXe siècle, Paris, Administration du grand dictionnaire universel, 15 vol., 1863-1890 [détail des éditions].